# ルートヴィヒ・オイゲン (ヴュルテンベルク公)
ルートヴィヒ・オイゲン・ヨハン（Ludwig Eugen Johann, 1731年1月6日 - 1795年5月20日）は、ヴュルテンベルク公（在位：1793年 - 1795年）。ヴュルテンベルク公カール・アレクサンダーと、トゥルン・ウント・タクシス侯アンゼルム・フランツの娘マリー＝アウグステの間の3男、実質的な次男としてフランクフルト・アム・マインで生まれた。カール・オイゲンの弟、フリードリヒ2世オイゲンの兄。

## 生涯
ルートヴィヒは少年時代を兄のカール・オイゲンと共にプロイセン王フリードリヒ2世の宮廷で過ごした。ルートヴィヒは1743年、フリードリヒ2世によりプロイセン軍の竜騎兵連隊の連隊長に任命されている。1749年より、ドイツ人騎兵連隊の連隊長としてフランス王ルイ15世に仕えた。1756年には七年戦争中だったフランスとイギリスのミノルカ島での戦闘に従事し、中将に昇進している。
1793年に兄が嫡子のないまま死ぬとヴュルテンベルク公爵位を継承したが、2年後に亡くなり、弟のフリードリヒ・オイゲンが後を継いだ。

## 子女
1762年にバイヒリンゲン伯爵夫人ゾフィー・アルベルティーネ（1728年 - 1807年）と貴賤結婚し、間に3人の娘をもうけた。
- ゾフィー（1763年 - 1775年）
- ヴィルヘルミーネ（1764年 - 1817年） - 1789年、エッティンゲン＝ヴァラーシュタイン侯クラフト・エルンストと結婚
- ヘンリエッテ（1767年 - 1817年） - 1796年、ホーエンローエ＝バルテンシュタイン＝ヤークストベルク侯カールと結婚

| 先代 カール・オイゲン | ヴュルテンベルク公 1793年 - 1795年 | 次代 フリードリヒ・オイゲン |